# Andy Stoglin
Lee Andrew Stoglin, detto Andy (Phoenix, 16 agosto 1942 – Memphis, 6 maggio 2024), è stato un cestista e allenatore di pallacanestro statunitense.